# Anett Hesselbarth
Anett Hesselbarth (República Democrática Alemana, 4 de junio de 1966) es una atleta alemana retirada especializada en la prueba de 4x400 m, en la que ha conseguido ser campeona europea en 1990.

## Carrera deportiva
En el Campeonato Europeo de Atletismo de 1990 ganó la medalla de oro en los relevos 4x400 metros, con un tiempo de 3:21.02 segundos, llegando a meta por delante de la Unión Soviética y Reino Unido (bronce).
En el Campeonato Mundial de Atletismo en Pista Cubierta de 1991 volvió a ganar el oro en los relevos 4x400 metros, con un tiempo de 3:27.22 segundos que fue récord del mundo, llegando a meta por delante de la Unión Soviética y Estados Unidos.